# Agència Catalana de Notícies
Pour les articles homonymes, voir ACN.
L'Agence catalane d'information (en catalan : Agència Catalana de Notícies), ACN, est une agence de presse publique et multimédia fondée en 1999. L'ACN couvre principalement la Catalogne et les Pays catalans, c'est-à-dire les territoires de langue catalane, mais elle procure également des informations liées à la Catalogne produites en dehors de ces territoires, c'est ainsi qu'elle dispose de bureaux à Bruxelles, Londres et Madrid. Un de ses objectifs est de structurer l'espace catalan de communication grâce à son activité journalistique et une attention particulière à l'information locale.

## Directeurs
- 1999-2002 : Carles Puigdemont.
- 2002-2006 : Joan Besson (ca).
- 2007-2011 : Saül Gordillo (ca)[2].
- 2011 : Anna Nogué.
- mai 2011- avril 2016 : Joan Maria Clavaguera (ca).
- depuis avril 2016 : Marc Colomer (ca).